# Josep Monmany i Amat
Josep Monmany i Amat (Sant Feliu de Llobregat, 1885 - 1968) va ser un polític català, alcalde de Sant Feliu de Llobregat entre 1947 i 1957.
Els seus pares eren Jaume Monmany i Ribas i Rita Amat i Pahissa. Era un propietari local. El 1916 va ser regidor a Sant Feliu per una candidatura de la Lliga Regionalista. Més tard, l'any 1930 fou un dels signants del manifest de fundació del Foment Català Republicà, que s'adherí a Acció Catalana Republicana, i va ser cap de llista amb aquesta formació a les eleccions municipals de 1934.
Esclatada la Guerra Civil espanyola, fugí a la zona del «bàndol nacional» i romangué a la rereguarda a causa de la seva edat. El 1939 col·laborà amb les autoritats franquistes.
Fou el primer tinent d'alcalde de Sant Feliu durant el mandat de l'anterior alcalde Miquel Ribas i Ricart l'any 1945. Després va esdevindre alcalde i també va ser diputat provincial. Malgrat la seva procedència liberal i democràtica, va poder mantenir el càrrec mentre fou ministre de la Governació Blas Pérez, que era amic seu. És conegut per haver restaurat la Festa de les Roses. Al juny del 1957 Monmany va rebre el general Franco en una visita que el dictador va fer a Sant Feliu.
Josep Montmany va morir al novembre del 1968. Fou pare de Rita Monmany Lleres, casada amb José de la Torre Ruiz, magistrat i president de l'Audiència Provincial de Girona i de les Audiències Territorials de La Corunya i Palma, i avi de l'escriptora Mercedes de la Torre Monmany i de l'arquitecte Jesús de la Torre Monmany. A Sant Feliu hi ha una escola que duu el nom de CEIP Josep Monmany Amat.